# هاري غانينغ
هاري غانينغ هو كيميائي وفيزيائي وبروفيسور كندي، ولد في 16 ديسمبر 1916 في تورونتو في كندا، وتوفي في 24 نوفمبر 2002 في إدمونتون في كندا.